# 埼玉超級競技場

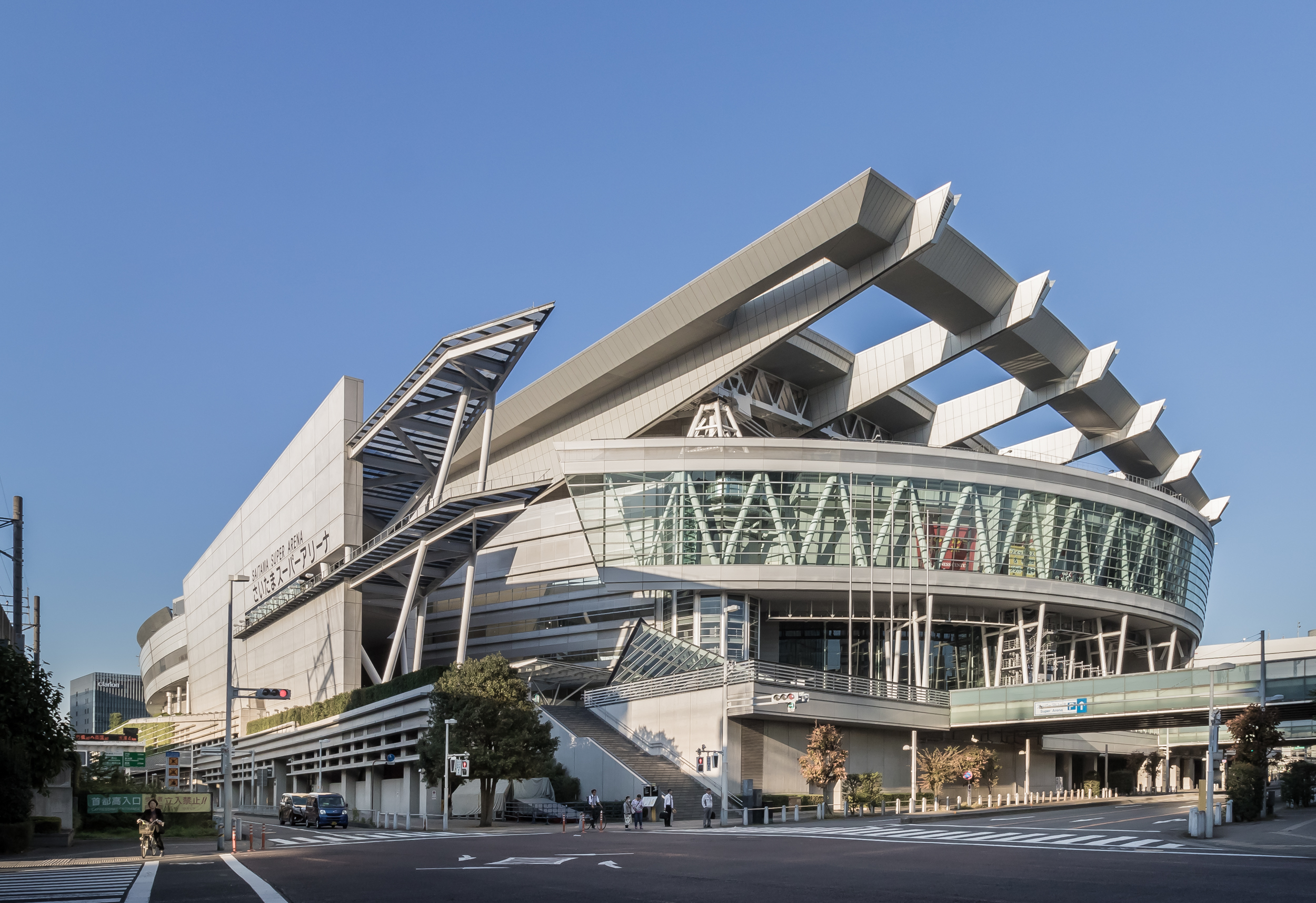
埼玉超級競技場正面

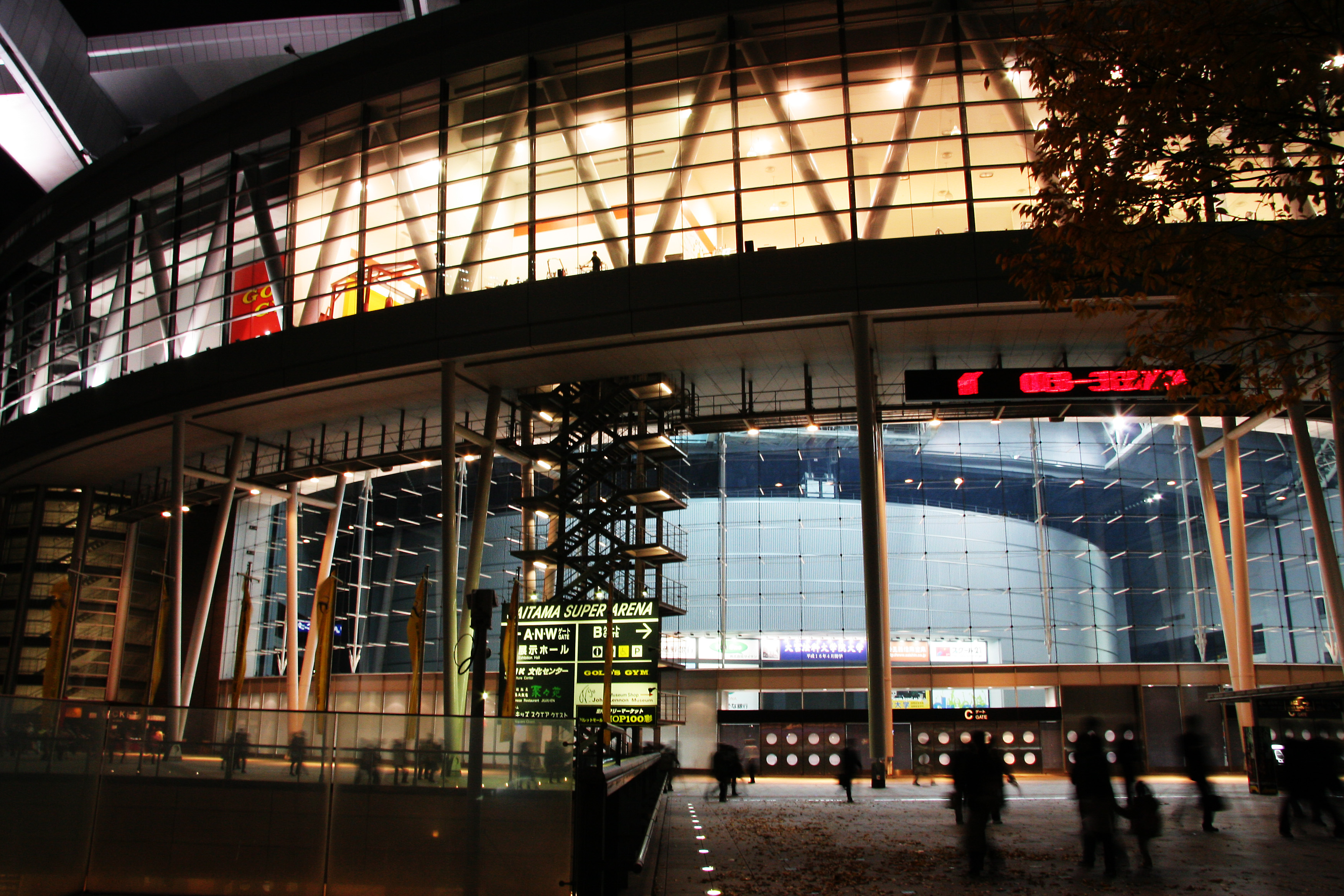
埼玉超級競技場夜景

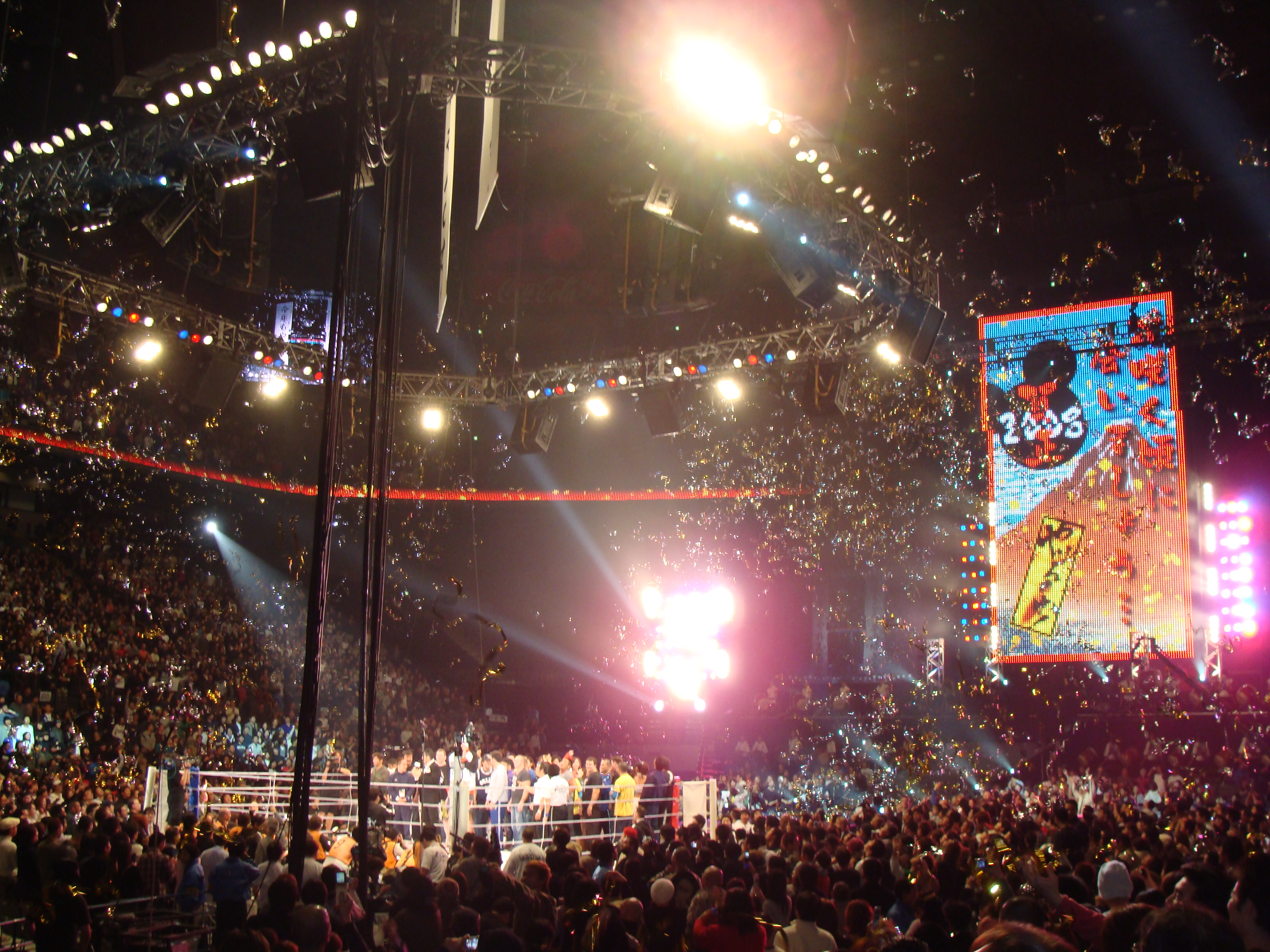
跨年夜舉行摔角秀的樣子（2007年）

埼玉超級競技場（日語：さいたまスーパーアリーナ；又譯為埼玉超級體育館）是位於日本埼玉市埼玉新都心的大型多功能體育館，由第三部門機構「埼玉競技場株式會社」管理及營運。常簡稱為（埼玉競技場）、（Sū-Ari）、（Tama-Ari）、（Supa-Ari）或「SSA」。此處舉辦2020年夏季奧林匹克運動會籃球比賽。

## 簡介
座位採可動式設計，可從37,000席、30,000席、27,000席（體育場模式）到22,500席、16,000席、12,500席（競技場模式），以及較小的6,000席，因此可供運動競賽、演唱會、電視節目、演講等多用途使用。建築採比賽形式選出優勝作品，最後採用由日建設計的提案。最大容納量37,000席，是日本國內容納量最大的競技場級體育館（アリーナ）；由於其大小介於巨蛋（ドーム）跟競技場之間，因此在日本是非常熱門的演唱會場地。

## 簡歷
- 1994年6月 - 埼玉超級競技場提案競技審査會設立。
- 1995年3月 - 埼玉超級競技場提案競技最優秀作品決定。
- 2002年9月1日 - 正式開館。

## 交通
- JR京濱東北線、高崎線、宇都宮線 - 埼玉新都心車站下車
- JR埼京線 - 北與野站下車徒步7分鐘

## 外部連結
- （日語）（英文） 埼玉超級競技場網站

35°53′41.60″N 139°37′51.00″E / 35.8948889°N 139.6308333°E